# Playa de Cala Santañí

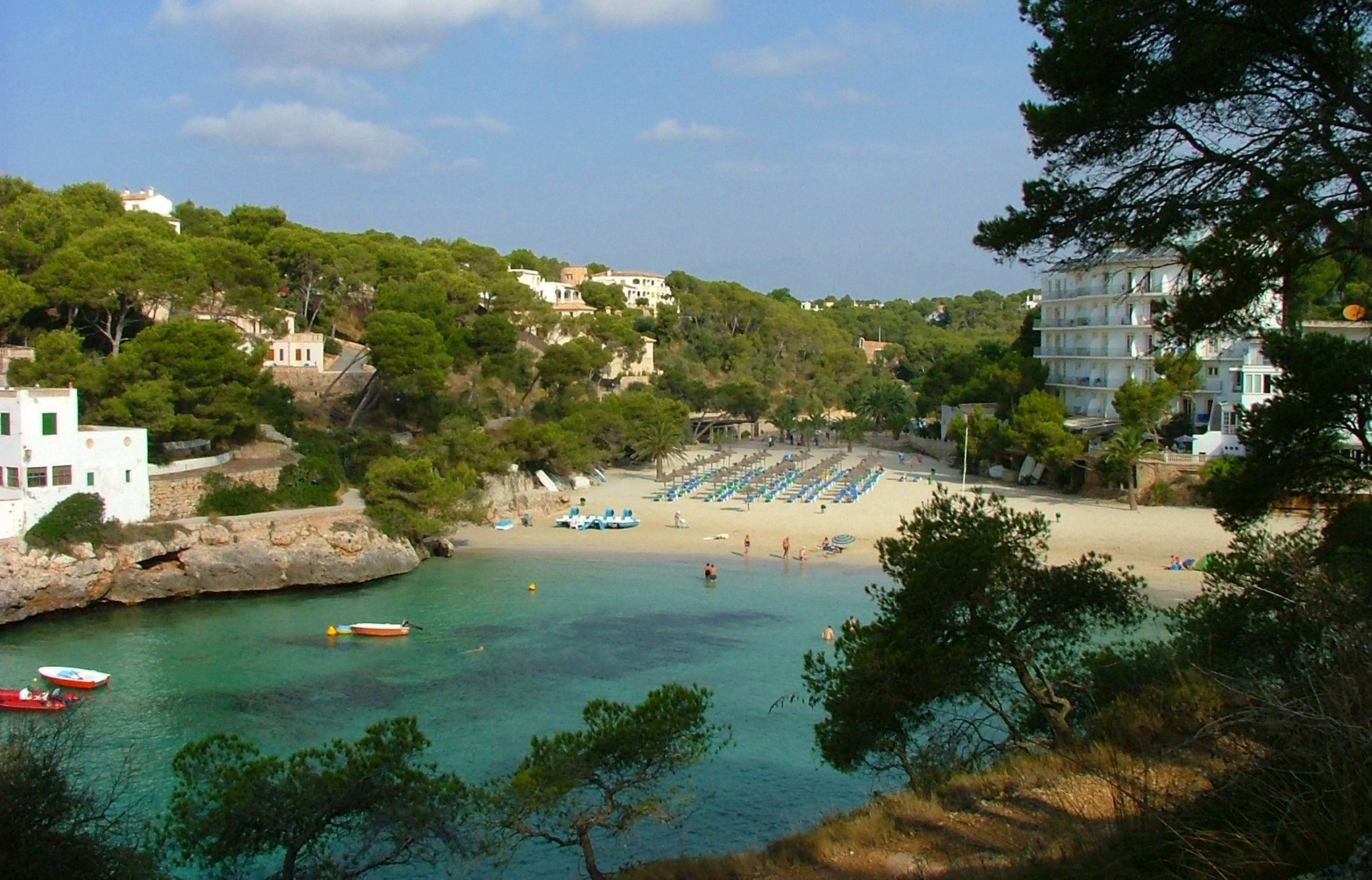
Vista de cala Santañí.

Cala Santañí (o Playa Santañí; en catalán y oficialmente Cala Santanyí) es una playa que está situada en la localidad española de Cala Santañí, municipio de Santañí, Mallorca. Se trata de una playa urbana de arena blanca, aguas tranquilas, que a causa del turismo presenta un elevado grado de ocupación durante la época estival. En ella desemboca un torrente.
El acceso hasta Cala Santañí es sencillo con vehículo particular. Junto a la playa hay un aparcamiento, aunque también se puede estacionar en las calles colindantes.
Entre los hoteles que rodean la cala destacan el Hotel Cala Santanyí y el Pinos Playa.